# Strażnica KOP „Czerepy”

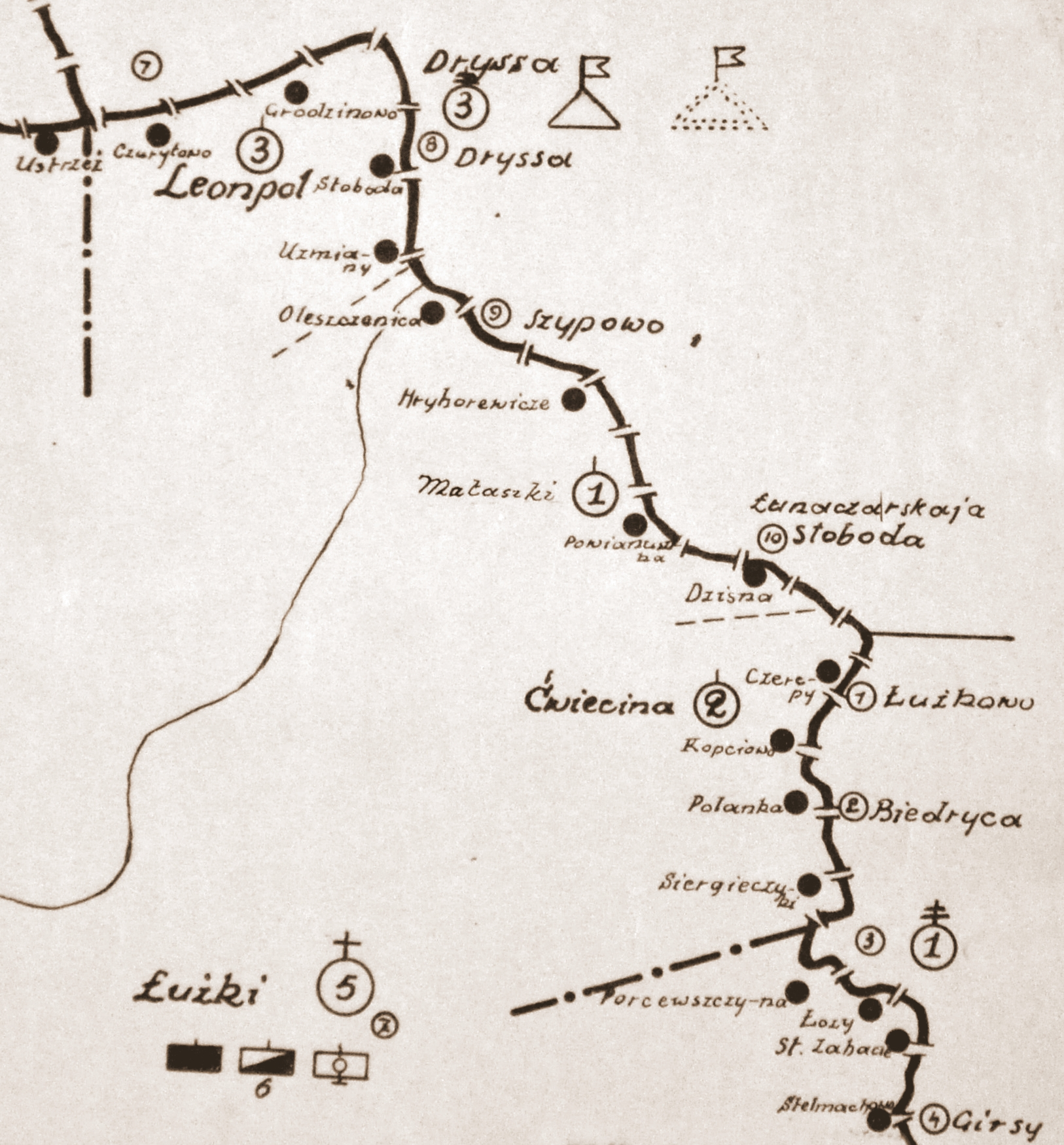
Rozmieszczenie batalionu KOP „Łużki” w 1931

Strażnica KOP „Czerepy” – zasadnicza jednostka organizacyjna Korpusu Ochrony Pogranicza pełniąca służbę ochronną na granicy polsko-sowieckiej.

## Formowanie i zmiany organizacyjne
W 1924, w składzie 3 Brygady Ochrony Pogranicza, został sformowany 5 batalion graniczny. W 1928 w skład batalionu wchodziło 13 strażnic, w tym 2 strażnica KOP „Czerepy”. Strażnica KOP „Czerepy” w latach 1928–1939 znajdowała się w strukturze 2 kompanii KOP „Ćwiecino”  batalionu KOP „Łużki”. Strażnica liczyła około 18 żołnierzy i rozmieszczona była przy linii granicznej z zadaniem bezpośredniej ochrony granicy państwowej.
W 1932 obsada strażnicy zakwaterowana była w budynku KOP. Strażnicę z macierzystą kompanią łączyła droga polna długości 9 km.

## Budynek strażnicy
Budynek strażnicy wybudowany został przez przedsiębiorstwo „S−ka Inżynierów Kijowskich” i przekazany w użytkowanie KOP 16 maja 1925. Strażnica posiadała fundamenty i cokoły murowane na zaprawie cementowej z kamienia polnego z ofugowaniem cokołu i ułożeniem warstwy izolacyjnej z papy smołowej. Ściany zewnętrzne i wewnętrzne wykonane były z bali sosnowych i jodłowych grubości 16 cm, a ścianki działowe grubości 10 cm. Dach pokryty był blachą ocynkowaną. Wieża strażnicy przymocowana do dachu klamrami i śrubami posiadała schody wejściowe. Strażnica posiadała 6 pieców postawionych na pancerzach blaszanych. Kuchnia posiadała dwa kotły z paleniskami. W strażnicy znajdowały się dwa sedesy ze ściankami i skrzyniami.

## Służba graniczna
Podstawową jednostką taktyczną Korpusu Ochrony Pogranicza przeznaczoną do pełnienia służby ochronnej był batalion graniczny. Odcinek batalionu dzielił się na pododcinki kompanii, a te z kolei na pododcinki strażnic, które były „zasadniczymi jednostkami pełniącymi służbę ochronną”, w sile półplutonu. Służba ochronna pełniona była systemem zmiennym, polegającym na stałym patrolowaniu strefy nadgranicznej, wystawianiu posterunków alarmowych, obserwacyjnych i kontrolnych stałych, patrolowaniu i organizowaniu zasadzek w miejscach rozpoznanych jako niebezpieczne, kontrolowaniu dokumentów i zatrzymywaniu osób podejrzanych, a także utrzymywaniu ścisłej łączności między oddziałami i władzami administracyjnymi. Strażnice KOP stanowiły pierwszy rzut ugrupowania kordonowego Korpusu Ochrony Pogranicza.
Strażnica KOP „Czerepy” w 1932 ochraniała pododcinek granicy państwowej szerokości 6 kilometrów 909 metrów od słupa granicznego nr 73 do 97, a w 1938 pododcinek szerokości 9 kilometrów 57 metrów od słupa granicznego nr 73 do 100.
Sąsiednie strażnice:
- strażnica KOP „Dzisna” ⇔ strażnica KOP „Kopciowo” - 1928[3], 1929[4], 1931[5] , 1932[6], 1934[7], 1938[8]

## Walki w 1939
17 września 1939  2 kompania KOP „Ćwiecino” por. Ksawerego Wojciechowskiego toczyła ciężkie walki. Sowiecka wzmocniona 1 kompania 22 Wietrińskiej  komendantury Ochrony Pogranicza NKWD kpt. Kuchariewa zaatakowała strażnicę KOP „Czerepy” i zdobyła ją po 10 minutowej walce. Poległo 4 żołnierzy KOP, 3 zostało rannych, 7 wzięto do niewoli. Zginął jeden NKWD-ista, a 3 odniosło rany.